# Martin Völschow
Martin Völschow, genannt der Jüngere, (* 16. Januar 1546 in Greifswald; † 20. Juli 1613 ebenda) war Bürgermeister von Greifswald.

## Leben
Martin Völschow III. war das sechste Kind des Ratsherrn Johann Völschow († 1560) und der Anna Stevelin, Tochter des Bürgermeisters Johann Stevelin. Er gehörte ab 1607 dem Stadtrat an und war Provisor des Heilig-Geist-Hospitals und des Georgs-Hospitals. 1607 wurde er zum Bürgermeister von Greifswald gewählt und 1612 zum „consiliarius provincialis“ ernannt. Im folgenden Jahr starb er an einer Atemwegserkrankung.
Martin Völschow war in erster Ehe mit Anna von Lepel († 1577), einer Tochter des Paul von Lepel († 1576), verheiratet. Der Ehe entstammten drei Söhne und eine Tochter. In zweiter Ehe war er mit Gertrud verheiratet, einer Tochter des Bürgermeisters Johann Engelbrecht.